# Aaron ben Elia
Aaron ben Elia (* um 1300 in Kairo; † 1369 in Konstantinopel) war der bedeutendste Religionsphilosoph der Karäer und Jurist.

## Leben
Aaron ben Elia lebte lange Zeit in Nikomedia (Kleinasien) und ließ sich zum Ende seines Lebens hin in Konstantinopel nieder, wo sich eine bedeutende karäische Gemeinde befand.  
Aaron ben Elia hielt die Lehre des Kalam (islamische Theologie) wegen ihrer Übereinstimmung mit der Bibel im Kern für jüdischen Ursprungs und stand ihr freundlicher gegenüber als dem aristotelischen System, das auf heidnischem Boden entstanden und daher mit dem Judentum nicht vereinbar sei. Er kritisierte und polemisierte vor allem gegen Maimonides.

## Werke
Aaron ben Elias Studien zu den Karäern sind in drei Schriften zusammengefasst. In seinem ersten Buch, Ez chajim (1346; „Baum des Lebens“), versucht Aaron ein karäisches Gegenstück zu Maimonides More Nevuchim (Führer der Unschlüssigen) zu schaffen, insbesondere lehnt er darin die schädlichen Einflüsse der als heidnisch angesehenen aristotelischen Philosophie ab. Das Werk wurde erstmals von Franz Delitzsch (Leipzig 1841) herausgegeben; eine zweite Auflage mit einem umfangreichen Kommentar des karäischen Gelehrten Simhah Isaac Lutzky und einem Index von Kaleb Afendopulo erschien 1847 in Eupatoria. In seinem zweiten Buch Gan eden (1354; „Paradies“) versucht Aaron ben Elia den Ritualkodex der Karäer zu begründen. Das dritte Buch, Keter tora (1362; „Krone der Tora“), ist ein Kommentar zum Pentateuch, basierend auf einer wortgetreuen Auslegung der schriftlichen Überlieferungen. Bisweilen legt der Autor im Bereich der Exegese aber auch allegorische Interpretationen vor.